# ケズレイ・コンドウ
ケズレイ・コンドウ（Kesley Kondo, 1989年12月1日 - ）は、ブラジルのサンパウロ州サンパウロ出身の野球選手（投手）。右投げ右打ち。

## 経歴
ユタ大学に在学中の2012年に、第3回WBCのブラジル代表に選ばれた。